# William Yang
William Xu Yang (nacido Yang Xu; Sídney, 11 de octubre de 1998) es un deportista australiano que compite en natación, especialista en el estilo libre.
Participó en los Juegos Olímpicos de París 2024, obteniendo una medalla de plata en la prueba de 4 × 100 m libre.
Ganó una medalla de plata en el Campeonato Mundial de Natación de 2022, en la prueba de 4 × 100 m libre.
Estudió Diseño y Arquitectura en la Universidad de Sídney.

## Palmarés internacional
| Juegos Olímpicos   | Juegos Olímpicos   | Juegos Olímpicos | Juegos Olímpicos |
| Año                | Lugar              | Medalla          | Prueba           |
| ------------------ | ------------------ | ---------------- | ---------------- |
| 2024               | París (Francia)    | Medalla de plata | 4 × 100 m libre  |
| Campeonato Mundial |                    |                  |                  |
| Año                | Lugar              | Medalla          | Prueba           |
| 2022               | Budapest (Hungría) | Medalla de plata | 4 × 100 m libre  |